# International Cheer Union

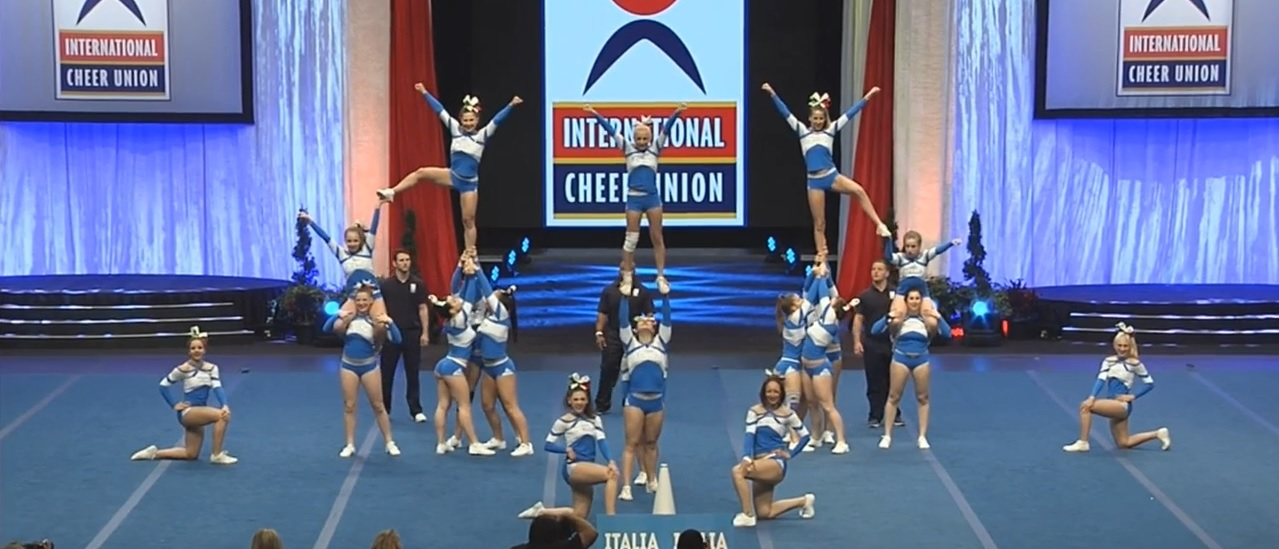
Abschluss der Qualifikationsroutine der italienischen Nationalmannschaft bei der ICU-Weltmeisterschaft 2017 in Orlando.

Die International Cheer Union (ICU) ist der weltweite Sportverband für Cheerleading (auch bekannt als „Cheer“). Sie wurde 2004 gegründet und ist Mitglied der Association of IOC Recognised International Sports Federations (ARISF). Ihr gehören 121 nationale Sportverbände auf allen Kontinenten an, die weltweit über 10 Millionen Athleten erreichen.
Mitglieder sind für Deutschland der Cheerleading und Cheerperformance Verband Deutschland, für Österreich der Österreichische Cheersport Verband und für die Schweiz der Schweizer Cheersport Verband.

## Weltdachverband des Cheerleading
Am 31. Mai 2013 wurde die International Cheer Union (ICU) nach einem positiven Votum der SportAccord-Generalversammlung in St. Petersburg als 109. Mitglied von SportAccord aufgenommen. Gemäß Artikel 6a der SportAccord-Satzung wurde die ICU als Weltverband des Cheerleading und als Autorität in allen Fragen, die mit dieser Sportart zusammenhängen, anerkannt. Die ICU war bis zu deren Auflösung von der SportAccord / Global Association of International Sports Federations (GAISF) anerkannt.
Am 6. Dezember 2016 wurde die ICU vom Internationalen Olympischen Komitee (IOC) vorläufig als Weltdachverband für Cheerleading bzw. den Cheersport anerkannt. Im Juli 2021 stimmte das Internationale Olympische Komitee (IOC) auf der 138. IOC-Sitzung für die volle Anerkennung der International Cheer Union.

## Ausrichtung Weltmeisterschaften
Die Weltmeisterschaften 2024 wurden für Junioren und Erwachsene veranstaltet.

## Cheerleading bei den World Games
Cheerleading mit der Disziplin Pom Doubles, auch Double Pom,  wird als eine von 35 Sportarten bei den vom 07.–17. August 2025 in Chengdu stattfindenden World Games 2025 vertreten. Der Qualifikationsprozess für die neun teilnehmenden Nationen wurde bei den TWG Series Hong Kong 2024 durchgeführt, das von den Teams aus den USA (Allison Hoeft und Sydney Martin – Athleten des Monats 10/2024 der World Games), Australien und Mexiko gewonnen wurde. Die mediale Rezeption dieses Wettbewerbs fand größtenteils auf sozialen Medien statt.